# Combate de Marte contra Minerva
El combate de Marte contra Minerva es un óleo sobre lienzo pintado por Jacques-Louis David en 1771 que representa la disputa entre Minerva y Marte por el destino de la ciudad de Troya.

## Sobre la obra
El lienzo fue pintado por David para el Prix de Rome en 1771. Al igual que los otros seis seleccionados, David tuvo que pintar en diez semanas una pintura original sobre un tema impuesto. El tema que se esocogió fue la Ilíada.
La obra fue duramente criticada por Joseph-Marie Vien y David no ganó el premio ese año, sino tres años más tarde en 1774 con su obra Erasístrato descubre la causa del mal de Antíoco.

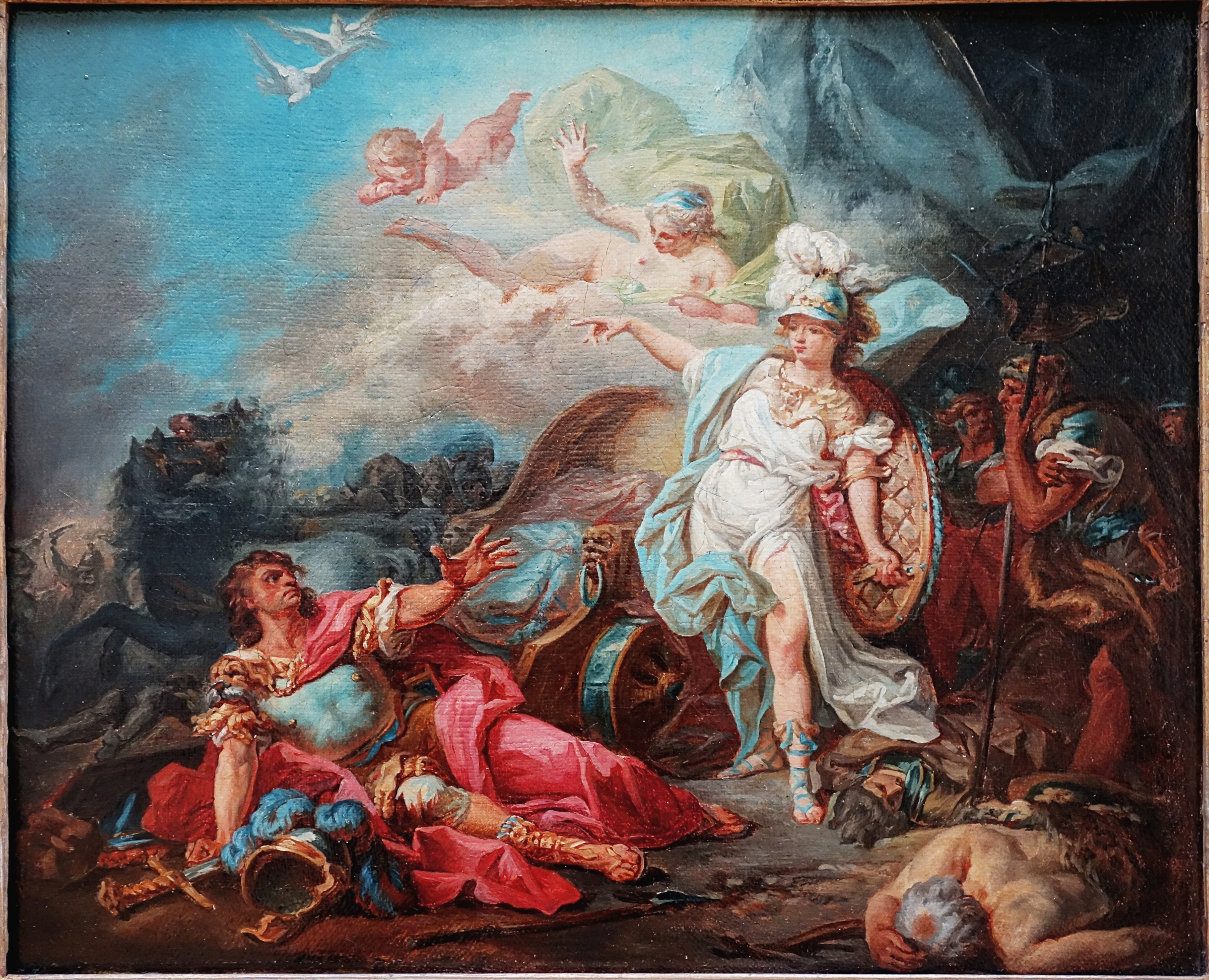
Bosquejo conservado en el Palacio de Bellas Artes de Lille.